# Diospyros esmereg
Diospyros esmereg är en tvåhjärtbladig växtart som beskrevs av B. Walln. Diospyros esmereg ingår i släktet Diospyros och familjen Ebenaceae. Inga underarter finns listade i Catalogue of Life.